# 水野忠邦
水野 忠邦（みずの ただくに）は、日本の江戸時代後期の大名、江戸幕府老中。肥前国唐津藩主、のち遠江国浜松藩主。天保の改革の指導者。

## 生涯

### 出生・唐津・浜松藩主時代
寛政6年（1794年）6月23日、唐津藩第3代藩主・水野忠光の次男として生まれる。母・恂は風月堂初代喜右衛門の養女で、忠邦を生んだあと風月堂へ戻り二代喜右衛門の妻となったため、忠邦と三代風月堂は異父兄弟となる。長兄の芳丸が早世したため、文化2年（1805年）に唐津藩の世子となり、2年後の同4年（1807年）に第11代将軍・徳川家斉と世子・家慶に御目見する。そして従五位下・式部少輔に叙位・任官した。
文化9年（1812年）に父・忠光が隠居したため、家督を相続する。
忠邦は幕閣として昇進する事を強く望み、多額の費用を使っての猟官運動（俗にいう賄賂）の結果、文化13年（1816年）に奏者番となる。忠邦は奏者番以上の昇格を望んだが、唐津藩が長崎警備の任務を負うことから昇格に障害が生じると知るや、家臣の諫言を押し切って翌文化14年（1817年）9月、実封25万3,000石の唐津から実封15万3,000石の浜松藩への転封を自ら願い出て実現させた。この国替顛末の時、水野家家老・二本松義廉が忠邦に諌死をして果てている。また唐津藩から一部幕府領に召し上げられた地域があり、地元民には国替えの工作のための賄賂として使われたのではないかという疑念と、幕府領の年貢の取立てが厳しかったことから、後年まで恨まれている。
この国替えにより忠邦の名は幕閣に広く知れ渡り、これにより同年に寺社奉行兼任となる。幕府の重臣となったことで、むしろ他者から猟官運動の資金（賄賂）を受け取る立場となり、家臣たちの不満もある程度和らげる事ができた。
その後、将軍・家斉のもとで頭角を現し、文政8年（1825年）に大坂城代となり、従四位下に昇位する。文政9年（1826年）に京都所司代となって侍従・越前守に昇叙し、11年に西の丸老中となって将軍世子・徳川家慶の補佐役を務めた。
天保5年（1834年）に水野忠成が病没したため、代わって本丸老中に任ぜられ、同8年（1837年）に勝手御用掛を兼ねて、同10年（1839年）に老中首座となった。

### 天保の改革
忠邦は異国船が日本近海に相次いで出没して日本の海防を脅かす一方、年貢米収入が激減しているにもかかわらず、大御所政治のなか、放漫な財政に打つ手を見出せない幕府に強い危機感を抱いていたとされる。しかし、家斉在世中は水野忠篤、林忠英、美濃部茂育（3人を総称して天保の三侫人という）をはじめ家斉側近が権力を握っており、忠邦は改革を開始できなかった。
天保8年（1837年）4月に家慶が第12代将軍に就任し、ついで1841年（天保12年）閏1月に大御所・家斉の薨去を経て、家斉旧側近を罷免し、遠山景元、矢部定謙、岡本正成、鳥居耀蔵、渋川敬直、後藤三右衛門を登用して天保の改革に着手した。1842年（天保13年）に改革案の原案作成をめぐり窪田清音と羽倉簡堂による路線論争が起きた時は、羽倉案を採用する。天保の改革では「享保・寛政の政治に復帰するように努力せよ」との覚書を申し渡し「法令雨下」と呼ばれるほど多くの法令を定めた。
農村から多数農民が逃散して江戸に流入している状況に鑑み、農村復興のため人返し令を発し、弛緩した大御所時代の風を矯正すべく奢侈禁止・風俗粛正を命じ、また、物価騰貴は株仲間に原因ありとして株仲間の解散を命じる低物価政策を実施したが、その一方で低質な貨幣を濫造して幕府財政の欠損を補う政策をとったため、物価引下げとは相反する結果をもたらした。また、天保14年（1843年）9月に上知令を断行しようとして大名・旗本の反対に遭うなどした上、腹心の鳥居が上知令反対派の老中・土井利位に寝返って機密文書を渡すなどしたため、閏9月13日に老中を罷免されて失脚した。

### 失脚・老中再任後
改革はあまりに過激で庶民の怨みを買ったとされ、寺院にあった木魚を乱打しながら「水野は叩くに（忠邦）もってこいの木魚だ」と歌われたという。失脚した際には、暴徒化した江戸市民から自邸を投石されるなどの襲撃を受け、「ふる石や瓦とびこむ水の（水野）家」と川柳に詠まれている。天保の改革の一環であった印旛沼干拓工事も普請中止となり、こちらは「印旛沼堀田かいなし水野（水の）あわ」と川柳に詠まれた。
弘化元年（1844年）5月、江戸城本丸が火災により焼失した。老中首座・土井利位はその再建費用としての諸大名からの献金を充分には集められなかったことから将軍家慶の不興を買い、6月21日に家慶は外国問題の紛糾などを理由に忠邦を老中首座に再任した。しかし昔日の面影は無く、重要な任務を与えられるわけでもなかったため、御用部屋でもぼんやりとしている日々が多く、目付の久須美祐雋の記録では「木偶人御同様」（木偶の坊のようである）とされていた。同年7月からは頭痛・下痢・腰痛・発熱などの病気を理由としてたびたび欠勤した後、12月からは癪を理由として長期欠勤し、老中を辞職する弘化2年（1845年）2月まで勤めを休んだ。その一方で天保改革時代に自分を裏切った土井や鳥居らに報復をしたりしている。土井は自ら老中を辞任。鳥居は全ての役職を罷免された。
しかし老中・阿部正弘をはじめ、土井らは忠邦の再任に強硬に反対し、忠邦に対しても天保改革時代の鳥居や後藤らの疑獄事件への関与を疑われ、弘化2年（1845年）9月、加増のうち1万石・本地のうち1万石、合計2万石を没収されて5万石となり、家督は長男・水野忠精に継ぐことを許された上で強制隠居・謹慎が命じられた上、まもなく出羽国山形藩に懲罰的転封を命じられた。10月末、鳥居と渋川はお預け、後藤は斬首となった。なお、この転封に際して、水野氏は領民にした借金を返さないまま山形へ行こうとしたために領民が怒り、大規模な一揆を起こした。一揆は新領主の井上正春が調停して鎮めた。
嘉永4年（1851年）2月10日、死去。享年58（満56歳没）。死後、5日で謹慎が解かれた。

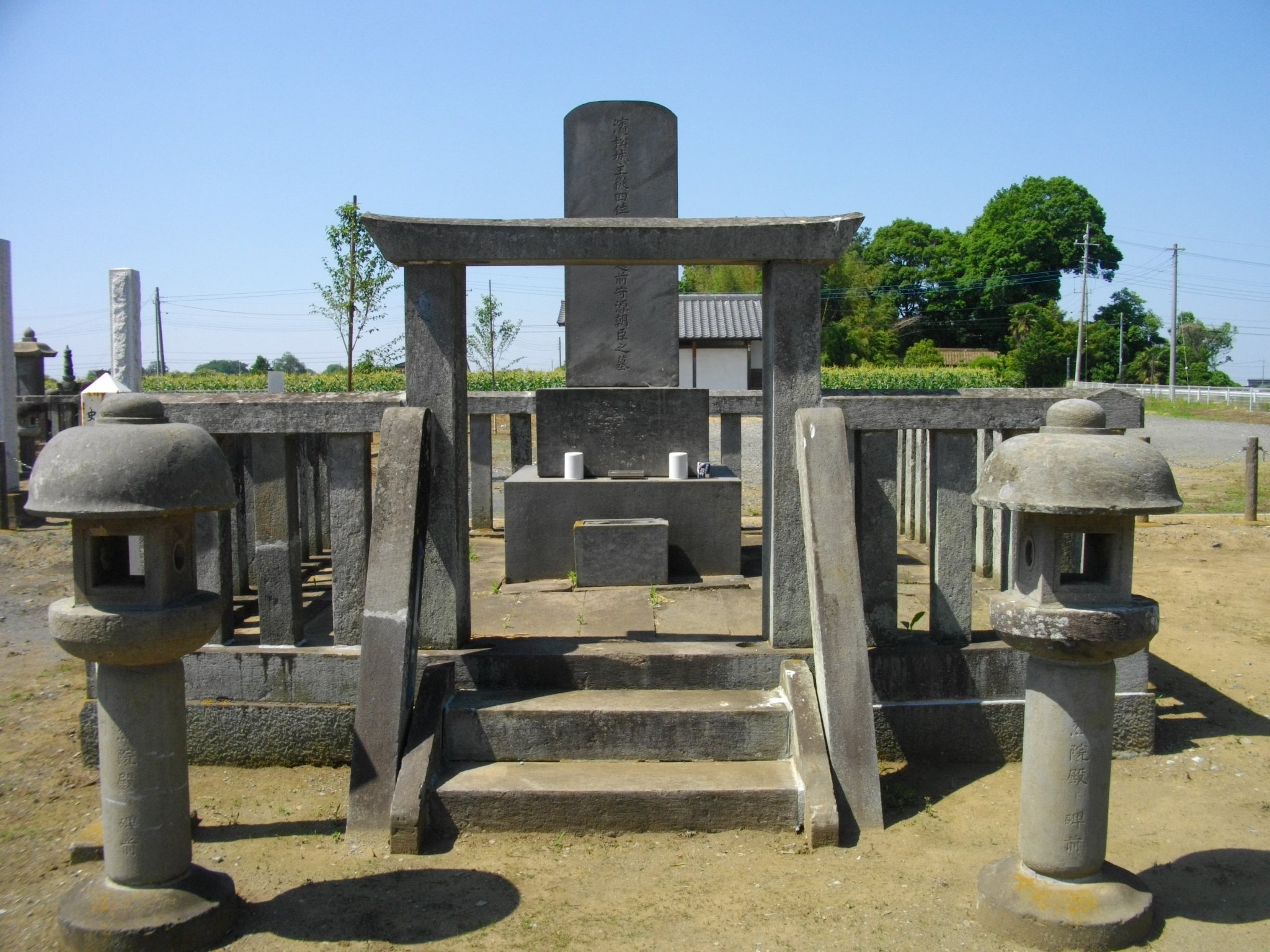
水野忠邦の墓

墓所は茨城県結城市大字山川新宿の「山川水野家墓所」内にあり、「水野越前守忠邦の墓」は茨城県指定文化財史跡（1958年3月12日指定）、「山川水野家墓所」全体が結城市指定文化財（2013年1月28日指定）となっている。菩提寺の万松寺内に位置していたが、安政2年（1855年）に焼失し、山川水野家の初代忠元から11代忠邦までの11基の墓のみが残されている。山川水野家墓所は2025年（令和7年）に山川水野家から結城市に寄贈された。

## 官職および位階等の履歴
※日付は旧暦
- 享和2年（1802年） - 於菟五郎を称する。
- 文化2年（1805年）9月 - 諱を忠邦とする。
- 文化4年（1807年）
  - 9月7日 - 元服
  - 11月7日 - 従五位下・式部少輔
- 文化9年（1812年）8月 - 家督相続。肥前国唐津6万石藩主となり、和泉守に遷任。
- 文化12年（1815年）11月12日 - 奏者番
- 文化14年（1817年）
  - 8月 - 遠江国浜松6万石に転封。
  - 9月10日 - 寺社奉行兼務。左近衛将監に遷任。
- 文政8年（1825年）5月15日 - 大坂城代。従四位下。
- 文政9年（1826年）
  - 11月23日 - 京都所司代。侍従兼任。
  - 12月 - 越前守に転任。
- 文政11年（1828年）11月23日 - 西丸老中
- 天保5年（1834年）3月1日 - 老中（本丸老中）
- 天保8年（1837年）3月27日 - 勝手掛兼務
- 天保10年（1839年）12月2日 - 老中首座
- 天保14年（1843年）
  - 3月 - 人返し令発布。
  - 6月1日 - 上知令発布。
  - 閏9月7日 - 上知令撤回。
  - 閏9月13日 - 老中御役御免。差控。雁之間詰。
- 弘化元年（1844年）6月21日 - 老中再任。老中首座。
- 弘化2年（1845年）
  - 2月22日 - 老中辞職。
  - 9月2日 - 隠居蟄居。1万石没収。
  - 11月30日 - 出羽国山形5万石に転封。

## 系譜
父母
- 水野忠光（父）
- 恂 ー 中川氏、側室（母）

正室
- 嗣 ー 酒井忠進の娘

側室
- 篠塚氏

子女
- 水野忠精（長男）生母は篠塚氏（側室）
- 倉 ー 榊原政愛正室
- 甫 ー 伊東祐相正室
- 八重、温玉院 ー 水野忠幹正室

## 水野忠邦の家臣
文政元年及び文政12年当時の忠邦の主要家臣は下のとおりである。なお下記の参考文献は、『編年江戸武鑑・文政武鑑1』『編年江戸武鑑・文政武鑑3』（両方とも石井良助 監修。柏書房）。
- 文政元年
  - 家老 - 水野平馬、拝郷縫殿
  - 城代 - 二本松七郎（年寄兼務）
  - 年寄 - 山中吉右衛門、大久保孫兵衛、岩崎彦右衛門、拝郷丹氏、拓殖平助、水野小阿三郎、二本松一介
  - 用人 - 津田紋右衛門、岡部四郎三郎
  - 御城使 - 井上八郎右衛門
  - 添役 - 佐藤常蔵
- 文政12年
  - 家老 - 拝郷源左衛門、水野亀太郎
  - 年寄 - 岩崎彦右衛門、柘植平助、水野小阿三郎、拝郷内蔵、津田紋右衛門、秋元天兵衛
  - 用人 - 岡部四郎三郎、大久保屯（側用人兼務）、井上作右衛門（公用人兼務）、山中司馬
  - 公用人 - 牧田幾右衛門、佐藤新兵衛

## 登場作品
小説
- 『かげろう絵図』『天保図録』（松本清張）
- 『嵯峨野花譜』（葉室麟）
- 『安政維新 阿部正弘の生涯』（穂高健一）
- 『妻女たちの幕末』―大奥の最高権力者 姉小路の実像―（穂高健一）
- 『了巷説百物語』（京極夏彦）

漫画
- 『風雲児たち』（みなもと太郎）
- 『大奥』 （よしながふみ）※男女逆転設定
- 『ねこねこ日本史』（そにしけんじ）：原作漫画第4巻及びEテレテレビアニメ版の二宮尊徳の回と原作第7巻の主役の回で登場している。

映画
- 『かげろう絵図』（1959年、演：原聖四郎）
- 『十一人の侍』（1967年、演：佐藤慶）
- 『駆込み女と駆出し男』（2015年、演：中村育二）

テレビドラマ
- 『大奥 season2』（2023年、演：長野里美）※男女逆転設定